# ضربات بالاكوت الجوية 2019
في 26 فبراير 2019، عبرت 12 مقاتلة من طراز ميراج 2000 تتبع القوات الجوية الهندية خط المراقبة في كشمير ونفذت ضربة جوية ردًّا على هجوم كشمير الذي أودى بحياة عدد من الجنود الهنود قبل أسبوعين من الضربة.
ووفقًا لوسائل الإعلام الهندية، وجهت الضربة ضد معسكر تدريب لجماعة جيش محمد، وأدى الهجوم لمقتل عدد كبير من أفراد الجماعة. على الجانب الآخر، قالت باكستان أن مقاتلات هندية اخترقت المجال الجوي مشيرة أن المقاتلات الباكستانية تصدت لها وأرغمتها على العودة.

## الاستشهادات
1. 1 2  "الهند: مقتل عدد "كبير جدا" من المتشددين بضربة باكستان". سكاي نيوز عربية. 26 فبراير 2019. مؤرشف من الأصل في 2019-02-27. اطلع عليه بتاريخ 2019-02-26.